# Osborne House
Osborne House je bývalá letní rezidence britské královské rodiny v Cowes na ostrově Wight v Anglii.

## Historie
Sídlo nechali vybudovat královna Viktorie a její manžel, princ Albert v letech 1845–1851 podle projektu Thomase Cubitta. Inspirací pro architekta byly italské renesanční paláce.
V letech 1890–1891 zde proběhly stavební úpravy, přízemí bylo zařízeno s využitím mnoha prvků pocházejících z Indie, jíž byla Viktorie císařovnou. Druhé patro bylo sídlem nejmladší královniny dcery, princezny Beatrix s rodinou. Viktorie považovala Osborne za jedno ze svých nejoblíbenějších sídel, zvláště poté, co v roce 1861 ovdověla. Trávila zde každé Vánoce a také zde 22. ledna roku 1901 zemřela.
Viktoriin nástupce, král Eduard VII., považoval objekt za příliš vzdálený od Londýna, příliš drahý na provoz a nepotřebný, sám ostatně raději odpočíval v Sandringham House; daroval tedy zámek národu.
Prakticky to znamenalo, že původní apartmány královniny byly ponechány v původním stavu a učiněno z nich svého druhu její soukromé muzeum, kam měli vstup pouze členové královské rodiny. Zbylou část objektu převzala armáda. V letech 1903–1921 zde byla škola důstojníků vojenského námořnictva a v období první světové války i středisko rekonvalescence pro raněné důstojníky. Posléze se jedno křídlo stalo pečovatelským domem pro vysloužilé vojáky a zbytek byl přeměněn na muzeum, nyní již přístupné široké veřejnosti, které koncem 90. let 20. století bylo rozšířeno na celý objekt – přístupny jsou jak jeho budova, tak zahrady; nynější královská rodina obvykle využívá k letnímu pobytu zámek v Balmoralu ve Skotsku.
Sídlo dnes náleží English Heritage, je celé zařízeno nejcennějšími anglickými památkami v majetku Ministerstva kultury. Veřejnosti je přístupné po většinu roku.

## Odkazy

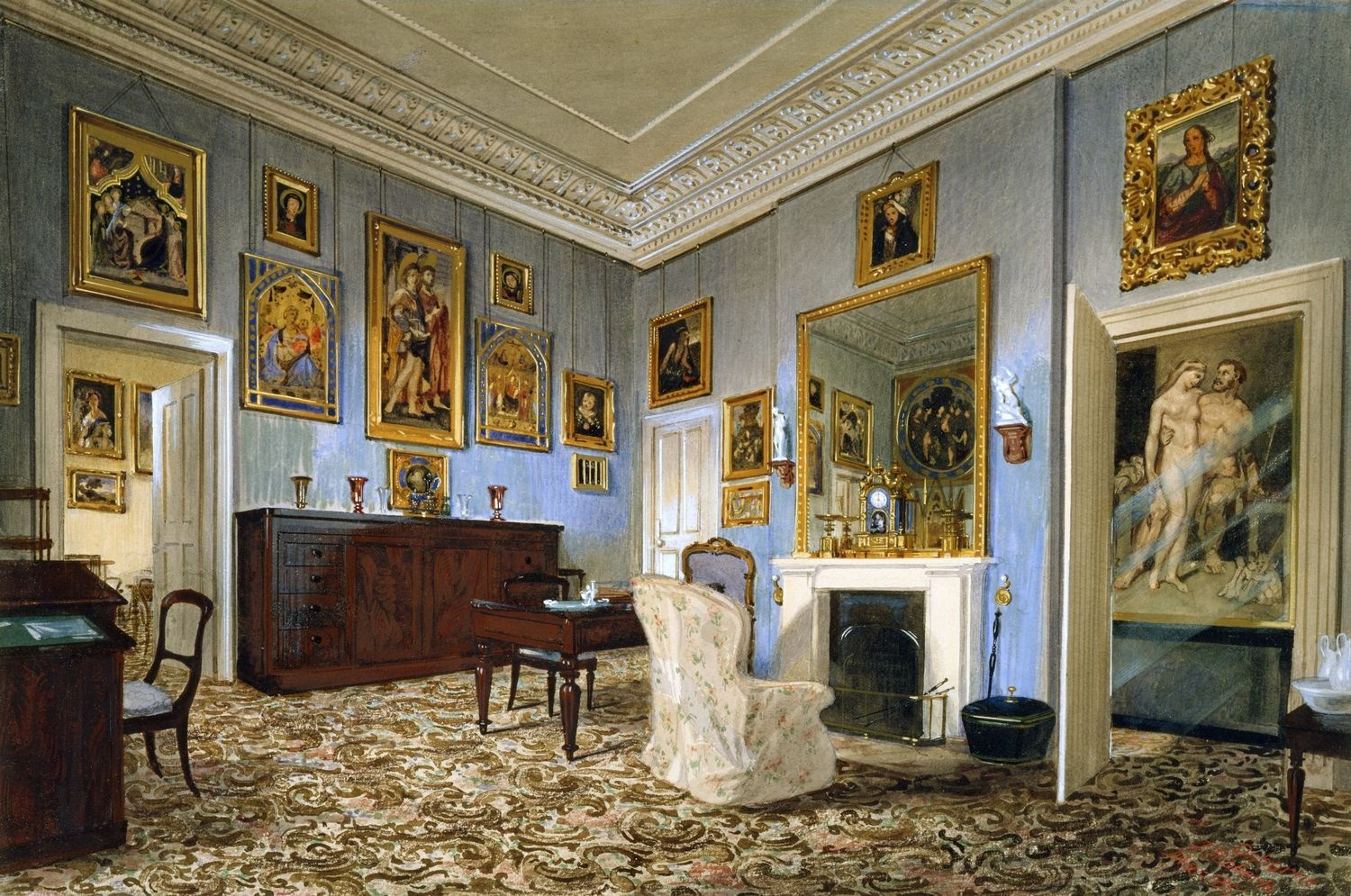
Zámek Osborne – oblékárna prince Alberta